# Río Tijamuchi
El río Tijamuchi, ubicado en el departamento del Beni, Bolivia, es un importante cuerpo de agua en la cuenca amazónica boliviana. Este río, fluye a través de una vasta planicie aluvial y su curso está influenciado por las estaciones climáticas, especialmente durante la temporada de lluvias, cuando el nivel del agua aumenta considerablemente, provocando inundaciones que afectan a comunidades locales y áreas agrícolas. 
El río Tijamuchi , recorre áreas de alta biodiversidad, proporcionando hábitat a especies emblemáticas como el delfín de río boliviano (Inia boliviensis) y el murciélago espectral (Vampyrum spectrum).  

## Dinámica hídrica e inundaciones
El río Tijamuchi, presenta una dinámica hídrica compleja, marcada por inundaciones recurrentes que afectan tanto al ecosistema como a las comunidades humanas. 
De acuerdo con Bourrel y Pouilly, las crecidas del Tijamuchi ocurren en dos fases: primero, una subida del nivel del agua impulsada por lluvias locales y, luego, una segunda fase más intensa causada por el ingreso de aguas desbordadas de ríos vecinos. Durante el evento de 1998, el nivel del agua en el Tijamuchi registró un máximo de 84 cm, mientras que en 1997 alcanzó un récord de 1,40 m en su escala cercana. Estas cifras reflejan la magnitud de los desbordes, que pueden inundar extensas áreas bajas de la llanura amazónica.

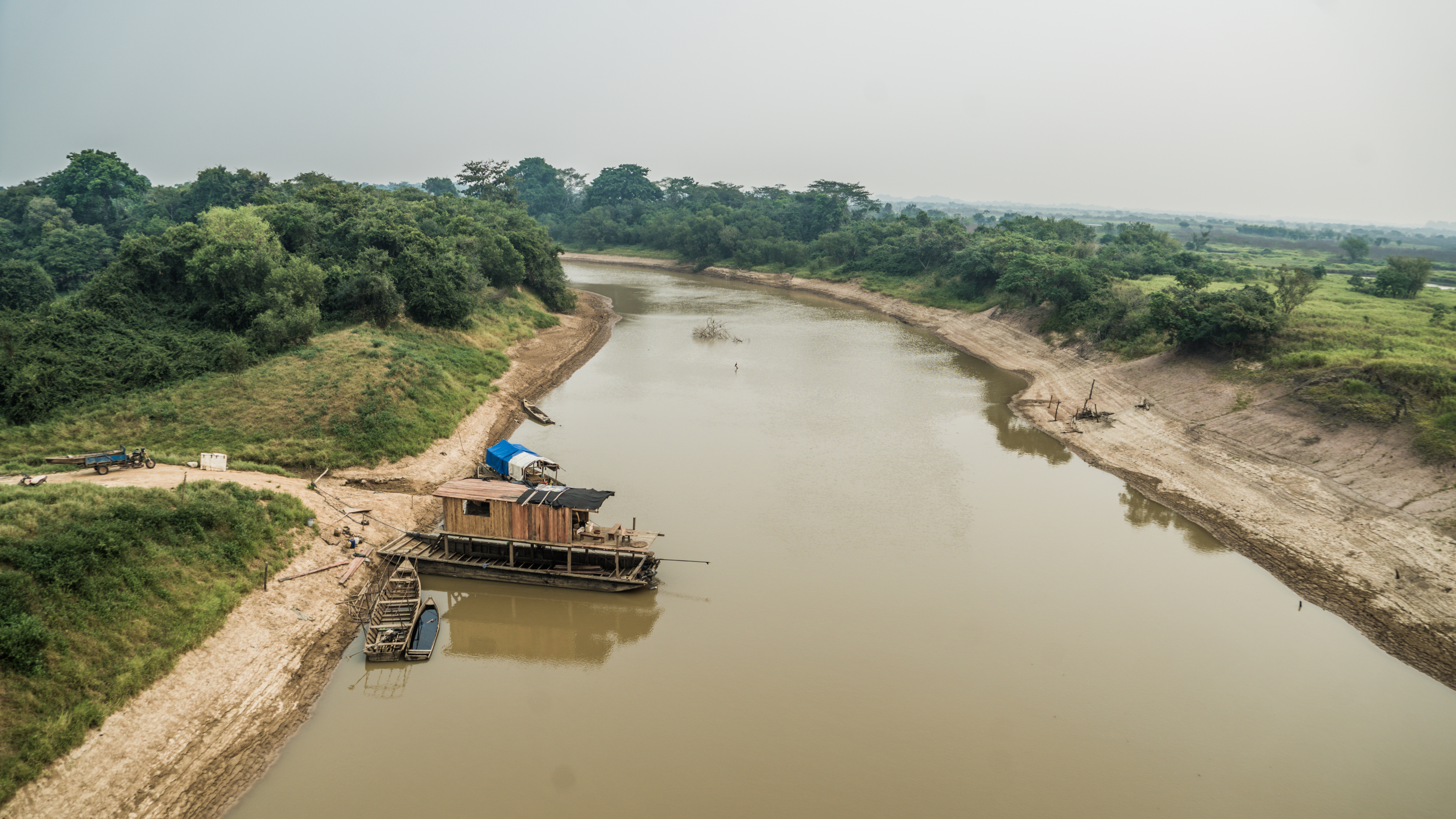
Río Tijamuchi

Las inundaciones del río han sido recurrentes en las últimas décadas y afectan principalmente a las comunidades del municipio de San Ignacio de Moxos, como San Lorenzo, Desengaño, San Francisco, San Luis, y San Pablo. En eventos recientes, como los reportados en 2015 y 2017, se declaró alerta roja ante el riesgo de desbordes que podrían afectar entre 100 y 300 familias, comprometiendo además cultivos, ganado y vías de acceso. Estas inundaciones son agravadas por la presencia de palizadas, acumulaciones de troncos y vegetación que obstruyen el flujo del río. En algunos casos, estas barreras alcanzan extensiones de 1 a 1,5 km, desviando las aguas hacia las pampas e intensificando los anegamientos.
El impacto de estas inundaciones también incluye el aislamiento de comunidades y daños a la infraestructura, como la intransitabilidad de las principales vías fluviales hacia el Territorio Indígena y Parque Nacional Isiboro Sécure (TIPNIS), que son esenciales para el abastecimiento de las familias locales.

## Biodiversidad

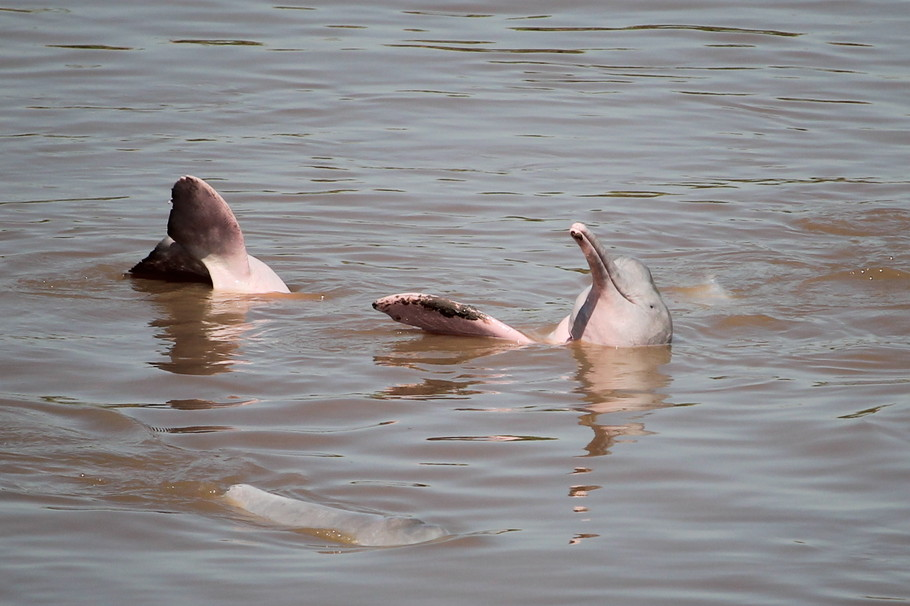
Delfín de río boliviano

El río Tijamuchi, es un espacio de alta biodiversidad que conecta ecosistemas amazónicos como bosques de galería, sabanas inundables y humedales. Alberga una rica fauna que incluye peces migratorios de importancia comercial, como el pacú (Piaractus brachypomus), el dorado (Salminus brasiliensis) y diversos bagres, esenciales para la pesca local, además de reptiles como caimanes (Caiman yacare) y tortugas de río, y mamíferos como tapires (Tapirus terrestris) y jaguares (Panthera onca). Este río es vital no solo para las comunidades humanas que dependen de él, sino también para especies emblemáticas como el murciélago espectral (Vampyrum spectrum) y el delfín de río boliviano (Inia boliviensis), cuya conservación refleja la importancia de preservar los delicados equilibrios ecológicos del Tijamuchi.

#### Delfín de río boliviano
Conocido localmente como bufeo, el Inia boliviensis es una especie de cetáceo de agua dulce endémica de Bolivia el único  que habita en la cuenca del río Madera, incluyendo los ríos Tijamuchi e Ibare. Estudios indican densidades de 1,4 individuos/km², durante el fenómeno de la niña, con mayor presencia en remansos y confluencias durante la época seca, cuando las condiciones son más favorables para su alimentación y reproducción. Sin embargo, la calidad del agua está comprometida por la contaminación, incluyendo residuos sólidos, descargas sépticas y agroquímicos, especialmente en áreas cercanas a actividades humanas.
Además, los delfines enfrentan riesgos directos por el tráfico fluvial, como colisiones con motores fuera de borda, y la pesca, donde quedan atrapados en redes. Estas amenazas, junto con la bioacumulación de metales pesados, representan un desafío significativo para su conservación. Fue declarado como Patrimonio Natural del departamento del Beni el 2008, y el 2012 como  Patrimonio Natural de Bolivia.

#### Murciélago espectral

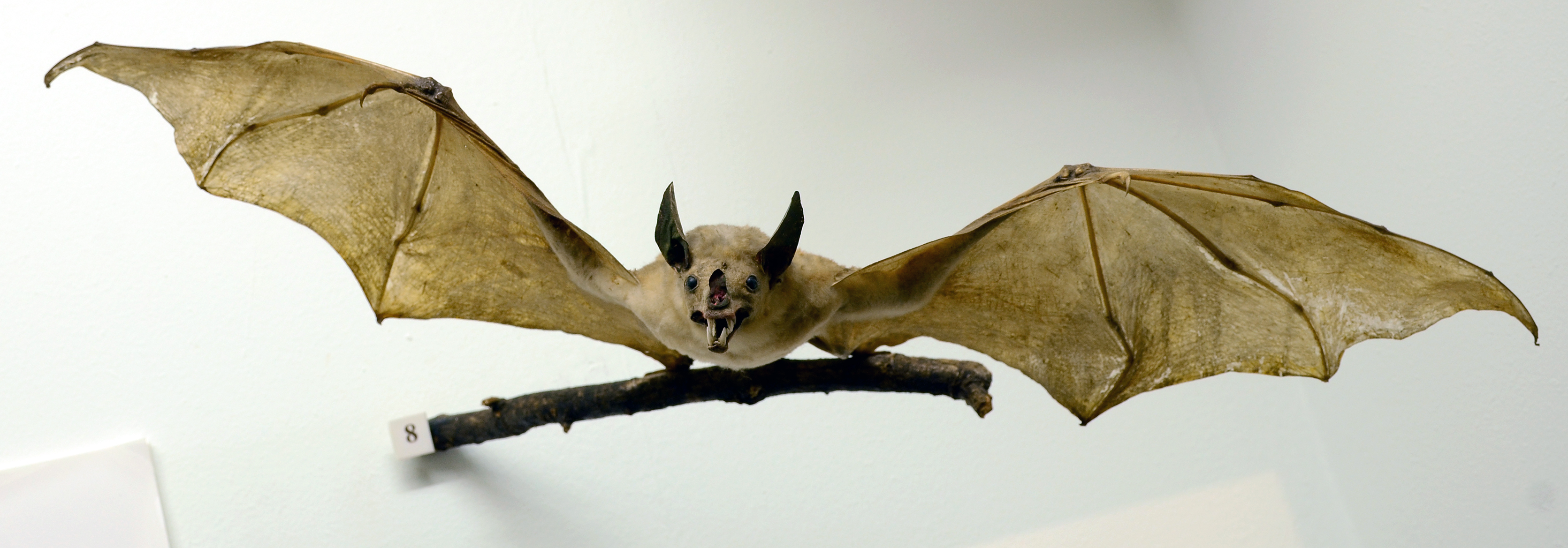
Murciélago Espectral

El murciélago espectral (Vampyrum spectrum), el más grande de América, fue registrado por primera vez en Bolivia por Sidney Anderson en agosto de 1985 en las proximidades del río Tijamuchi. Este ejemplar, capturado con redes de neblina, se encuentra actualmente en la colección del Museo Americano de Historia Natural. La región destaca como un refugio clave para esta especie poco común, que requiere ecosistemas forestales bien conservados.